# Hingham (Montana)
Hingham – miasto w Stanach Zjednoczonych, w stanie Montana, w hrabstwie Hill.